# Selin Şekerci
Selin Şekerci (Smirne, 1º giugno 1989) è un'attrice turca.

## Biografia
Selin Şekerci è nata a Smirne il 1º giugno 1989 da padre arabo e madre azera. Ha completato la scuola primaria e secondaria a Smirne. Ha partecipato a spettacoli teatrali di İzmir State Theatre. Ha suonato in teatri privati e spettacoli per bambini a Smirne. Si è laureata all'Università Bilgi di Istanbul, dipartimento di cinema-televisione. Dopo essere arrivata a Istanbul, ha recitato in molti spot pubblicitari.
Ha recitato in molte serie TV. Dopo aver recitato in Melekler Korusun come Özgür, è diventata popolare. Ha avuto un ruolo da protagonista nella serie Kaçak Gelinler ed è diventata famosa per la sua interpretazione del personaggio Şebnem Gürsoy nello spettacolo.

## Filmografia

### Film
- Ay Büyürken Uyuyamam, regia di Şerif Gören (2011)

### Serie televisive
- Kavak Yelleri - serie TV, (2007-2010)
- Melekler Korusun - serie TV, (2009-2010)
- Leyla ile Mecnun - serie TV, (2011)
- İzmir Çetesi - serie TV, (2011)
- Benim İçin Üzülme - serie TV, (2012-2014)
- Kaçak Gelinler - serie TV, (2014-2015)
- Acı Aşk - serie TV, (2015-2016)
- Rengarenk / Kaçın Kurası - serie TV, (2016)
- Çoban Yıldızı - serie TV, (2017-2018)
- Siyah Beyaz Aşk - serie TV, (2017-2018)
- Kızım - serie TV, (2018-2019)
- Çatı Katı Aşk - serie TV, (2020)
- The Family (Aile) - serie TV, (2023-2024)